# Lope Santos
Lope K. Santos (Pasig, 25 september 1879 - San Juan, 1 mei 1963) was een Filipijns nationalistisch schrijver en politicus. Santos was van 1919 tot 1922 lid van de Filipijnse Senaat. Zijn boek Balarila ng Wikang Pambansa (Grammatica van een nationale taal) bezorgde hem de bijnaam "Vader van de Filipijnse grammatica".

## Biografie
Lope Santos werd geboren op 25 september 1879 in Pasig, toen nog in de provincie Rizal. Zijn ouders waren Ladislao Santos en Victoria Canseco. Hij studeerde aan de Escuela Normal Superior de Maestros (hogere onderwijsinstelling voor docenten) en voltooide later het Colegio Filipino. Op latere leeftijd studeerde hij nog rechten en hij behaalde in 1912 zijn Bachelor of Arts-diploma aan de Escuela Derecho de Manila (het tegenwoordige Manila Law College Foundation).
Santos was in de beginjaren van de Amerikaanse koloniale tijd redacteur van diverse Tagalog kranten en weekbladen. In 1910 werd Santos voor een driejarige termijn gekozen tot gouverneur van de provincie Rizal. Later was hij van 1918 tot 1920 gouverneur van Nueva Vizcaya. In 1921 werd hij namens het twaalfde senaatsdistrict gekozen in de Filipijnse Senaat. Als politicus zette Santos zich in voor de invoering van een nationale taal in de Filipijnen. Ook was hij een van de belangrijkste initiatiefnemer van de wet die 30 november uitriep tot de Filipijnse nationale feestdag Bonifacio Day, ter ere van Katipunanleider Andres Bonifacio.
Naast zijn werk als redacteur en later als politicus was Santos ook actief als schrijver en dichter. In 1906 publiceerde hij zijn eerste roman genaamd Banaag at Sikat. In het als boek werden principes van het socialisme besproken en mogelijk hervormingen op voor regeringsbeleid voorgesteld. Het boek vormde later een bron van inspiratie voor de in 1932 opgerichte Socialist Party of the Philippines en de communistische beweging Hukbalahap, toen die in 1946 een doorstart maakte.
Van 1937 tot 1954 doceerde hij Filipijns aan de University of the Philippines. In 1940 publiceerde Santos het boek Balarila ng Wikang Pambansa (Grammatica van een nationale taal). het jaar erop werd hij door president Manuel Quezon aangesteld als directeur van het nieuw opgerichte Institute of National Language (de tegenwoordige Commission on the Filipino Language). Deze functie bekleedde hij tot 1945.
Lope Santos overleed in 1963 op 83-jarige leeftijd. Hij was vanaf 1900 getrouwd met Simeona Salazar en kreeg met haar vijf kinderen.
- International Standard Name Identifier: 0000 0000 2753 3393
- Library of Congress Control Number: n86108104
- Virtual International Authority File: 67952675
- WorldCat: E39PBJghvtYb6vW6pd6WJkG4MP